# 제2기 칼리오 내각
제2기 칼리오 내각(핀란드어: Kallion toinen hallitus 칼리온 토이넨 할리투스[*])은 핀란드 공화국의 열한 번째 내각이다.
1925년 12월 31년부터 1926년 12월 13일까지 지속되었다. 농업동맹과 국민연합당의 연정으로 성립된 내각으로 각 당에서 똑같이 여섯 명씩 각료를 입각시켰다. 348일간 지속되었다.
| 직책                                                     | 성명                  | 재임기간                          | 정당 | 정당       |
| -------------------------------------------------------- | --------------------- | --------------------------------- | ---- | ---------- |
| 총리 Pääministeri                                        | 퀴외스티 칼리오       | 1925년 12월 31일–1926년 12월 13일 |      | 농업동맹   |
| 외무장관 Ulkoasiainministeri                             | 에밀 네스토르 세탤래  | 1925년 12월 31일–1926년 12월 13일 |      | 국민연합당 |
| 법무장관 Oikeusministeri                                 | 우르호 카스트렌       | 1925년 12월 31일–1926년 12월 13일 |      | 국민연합당 |
| 방위장관 Puolustusministeri                              | 레오나르드 혤름만     | 1925년 12월 31일–1926년 12월 13일 |      | 국민연합당 |
| 내무장관 Sisäasiainministeri                             | 구스타프 이그나티우스 | 1925년 12월 31일–1926년 12월 13일 |      | 국민연합당 |
| 재무장관 Valtiovarainministeri                           | 퀴외스티 얘르비넨     | 1925년 12월 31일–1926년 12월 13일 |      | 국민연합당 |
| 교육장관 Opetusministeri                                 | 라우리 잉그만         | 1925년 12월 31일–1926년 12월 13일 |      | 국민연합당 |
| 농무장관 Maatalousministeri                              | 유호 수닐라           | 1925년 12월 31일–1926년 12월 13일 |      | 농업동맹   |
| 농무장관보 Apulaismaatalousministeri                     | 비흐토리 베스테리넨   | 1925년 12월 31일–1926년 12월 13일 |      | 농업동맹   |
| 운수공공장관 Kulkulaitosten ja yleisten töiden ministeri | 유호 니우카넨         | 1925년 12월 31일–1926년 12월 13일 |      | 농업동맹   |
| 상공장관 Kauppa- ja teollisuusministeri                  | 튀코 레이니카         | 1925년 12월 31일–1926년 12월 13일 |      | 농업동맹   |
| 사회장관 Sosiaaliministeri                               | 칼레 로히             | 1925년 12월 31일–1926년 12월 13일 |      | 농업동맹   |